# ماستر شيف
ماستر شيف أو رئيس الطهاة (بالإنجليزية: MasterChef، ماسترشيف) برنامج تلفزيون الواقع يختص بالطبخ صنعه فرانك رودام، وأطلق بنسخة بريطانية في يوليو من العام 1990. أعيد إحياء البرنامج وتحديث شكله لبي بي سي في فبراير 2005.
وفي سنة 2009 أعيد تطوير شكل البرنامج في أستراليا، حيث تم تحويله إلى النمط الحالي من البرنامج. نجاح التطوير الأسترالي قاد إلى نجاح دولي للبرنامج.

## خلفية
صُدِّرَ قالب البرنامج حول العالم تحت نفس الشعار البصري لماستر شيف، وينتج الآن في ما يزيد عن 40 دولة ويبث في 200 محطة تلفزيونية على الأقل.
وقد ظهر البرنامج في أربعة إصدارات رئيسية هي: سلسلة الحلقات الرئيسية لماستر شيف، ماستر شيف: ذا بروفيشنلز للطهاة الممتهنين لمهنة الطبخ، سيلبريتي ماستر شيف الذي يضم المشاهير المعروفين كمتسابقين، وجونيور ماستر شيف النسخة المنشأة والمهيأة للأطفال، التي تم تطويرها لأول مرة في عام 1994 في المملكة المتحدة وانتشرت أيضا إلى بلدان أخرى في السنوات الأخيرة.
وفي عام 2012، صنعت أستراليا نسخة خامسة باسم ماستر شيف أول-ستارز للمتنافسين السابقين من أجل جمع الأموال للجمعيات الخيرية.
ماستر شيف أستراليا هو من أكثر البرامج التلفزيونية مشاهدةً في أستراليا، ومع نهائيات الموسم الثاني من البرنامج سنة 2010، أصبح البرنامج ثالث أكثر عرض تلفزيوني مشاهدةً في تاريخ التلفزيون الأسترالي. كما ربح جائزة «برنامج تلفزيون الواقع الأكثر شعبية» سنة 2010، وبثت العديد من الدول الأخرى النسخة الأسترالية من البرنامج سواءًا مدبلجة أو بترجمة فيديو باللغات المحلية.
قالب البرنامج يباع دوليًا من شركة الإنتاج «شاين غروب».

## العالم العربي
صدرت نسخة عربية للبرنامج ذات طابع سعودي من قبل التلفزيون السعودي باسم ماستر شيف العرب سنة 2014 . عرضت القناة المغربية الثانية دوزيم نسخة مغربية في نهاية ذات العام باسم ماستر شيف المغرب.

## النسخ الدولية
| الدولة                         | الاسم                                                             | المقدمين | الحكام | الشبكة                                                                 | العرض |
| ------------------------------ | ----------------------------------------------------------------- | --- | --- | ---------------------------------------------------------------------- | --- |
| الوطن العربي                   |                                                                   | هدى حمدان | راكان العريفي سارة عبد السلام محمد لافي | أو اس ان ياهلا الاولى دي أم سي دزاير تي في قناة السومرية               | 9 ابريل 2018 |
| ألبانيا                        | MasterChef Albania ماستر شيف ألبانيا                              | سيتم الإعلان عنه | سوكول برينجا ريناتو ميكولي غيزم موسيلاكا | توب شانيل                                                              | 8 مارس 2014 - 7 يونيو 2014 (الموسم 1)15 نوفمبر 2014 - 14 فبراير 2015 (الموسم 2) |
| الأرجنتين                      | MasterChef ماستر شيف                                              | ماريانو بيلوفو | دوناتو دي سانتيس خيرمان مارتيتيغي كريستوف كريونيس | تيليفي                                                                 | 6 أبريل 2014 - 27 يوليو 2014 (الموسم 1) |
| آسيا                           | MasterChef Asia ماستر شيف آسيا                                    | سوزر لي برونو ميرناد أودرا موريس | سوزر لي برونو ميرناد أودرا موريس | لايف تايم - جنوب أسيا                                                  | سيتم الإعلان عنه |
| أستراليا                       | MasterChef Australia ماستر شيف أستراليا                           | سارة ويلسون (الموسم 1)غاري ماهيجان (الموسم 2 -) جورج كالومباريس (الموسم 2 -)                                                                               | غاري ماهيجان جورج كالموباريس مات بريستون | نيتورك تِن                                                              | 27 أبريل 2009 - 19 يوليو 2009 (الموسم 1)19 أبريل 2010 - 25 يوليو 2010 (الموسم 2) 1 مايو 2011 - 7 أغسطس 2011 (الموسم 3) 6 مايو 2012 - 25 يوليو 2012 (الموسم 4) 2 يونيو 2013 - 1 سبتمبر 2013 (الموسم 5) 5 مايو 2014 - 28 يوليو 2014 (الموسم السادس) 5 مايو 2015 - (الموسم السابع) |
| أستراليا                       | Celebrity MasterChef Australia ماستر شيف أستراليا المشاهير        | غاري ماهيجان جورج كالومباريس | غاري ماهيجان جورج كالموباريس مات بريستون | نيتورك تِن                                                              | 30 سبتمبر 2009 - 25 نوفمبر 2009 |
| أستراليا                       | MasterChef Australia All-Stars ماستر شيف أستراليا كل النجوم       | غاري ماهيجان جورج كالومباريس | غاري ماهيجان جورج كالموباريس مات بريستون | نيتورك تِن                                                              | 26 يوليو 2012 - 19 أغسطس 2012 |
| بنغلاديش                       | MasterChef Bangladesh ماستر شيف بنغلاديش                          | سيتم الإعلان عنه | سيتم الإعلان عنه | ديلتا باي (إنتاج)                                                      | سيتم الإعلان عنه |
| بلجيكا (هولندية)               | MasterChef Belgium ماستر شيف بيلجم                                | دينا ترساخو (2010)لا مقدمين (2011-2012) | ووت برو (2010-2012)ستيفان باينس (2010) جان بول بيريز (2011) كيني بيرناتس (2012)                                                                            | في تي إم                                                               | 28 يونيو 2010 - 29 يوليو 2011 (الموسم 1)4 يوليو 2011 - 18 أغسطس 2011 (الموسم 2) 2 يوليو 2012 - 23 أغسطس 2012 (الموسم 3) |
| البرازيل                       | MasterChef ماستر شيف                                              | آنا بول بادرو | إريك جاكن هينريك فوغاسا باولا كاروسيا | باند                                                                   | 2 سبتمبر 2014 - 16 ديسمبر 2014 (الموسم 1)19 مايو 2015 - 8 سبتمبر 2015 (الموسم 2) |
| بلغاريا                        | MasterChef България ماستر شيف بلغاريا                             | أندريه توكيف فيكتور أنجيلوف بيتر ميهاشيف | أندريه توكيف فيكتور أنجيلوف بيتر ميهاشيف | بي تي في                                                               | 3 مارس 2015 - |
| كندا                           | MasterChef Canada ماستر شيف كندا                                  | ألفين لونغ كلاوديو أبريل مايكل بوناتشيني | ألفين لونغ كلاوديو أبريل مايكل بوناتشيني | سي تي في                                                               | 20 يناير 2014 - 28 أبريل 2014 (الموسم 1)1 فبراير 2015 - 24 مايو 2015 (الموسم 2) |
| تشيلي                          | MasterChef Chile ماستر شيف تشيلي                                  | ديانا بولوكو | كريستوفر كاربينتير إينيو كاروتا يان إيفن | كانل 13                                                                | 27 أكتوبر 2014 - 1 فبراير 2015 |
| الصين                          | 顶级厨师 ماستر شيف الصين                                          | جوناثن لي كاو كيفن ستيفن ليو آي فان | جوناثن لي كاو كيفن ستيفن ليو آي فان | دراغون تي في جاي إس تي في                                              | 29 يوليو 2012 - 14 أكتوبر 2012 |
| كولومبيا                       | MasterChef Colombia ماستر شيف كولومبيا                            | كلوديا باهمون | جورج راوش باكو رونكيرو نيكولاس دي زيبوريا | آر سي إن تي في                                                         | 14 يناير 2015 - 21 أبريل 2015 |
| كرواتيا                        | MasterChef Hrvatska ماستر شيف كرواتيا                             | إيغور موشن | توميسلاف غراتيك مايت يانكوفيتش رادوفان مارتشيتش | نوفا تي في                                                             | 21 مارس 2011 - 17 يونيو 2011 (الموسم 1) |
| جمهورية التشيك · سلوفاكيا      | MasterChef ČS ماستر شيف ك س                                       | دانيلا بيستوفا | مارتن كربولتش جيري ستيفت راديك شوبرت | ماركيزة نوفا                                                           | 31 أغسطس 2012 - |
| الدنمارك                       | Masterchef Danmark ماستر شيف دنمارك                               | توماس هيرمان هنريك أندرسن أندريس أغارد | توماس هيرمان هنريك أندرسن أندريس أغارد | تي في 3                                                                | 5 سبتمبر 2011 |
| فنلندا                         | MasterChef Suomi ماستر شيف سوامي                                  | ميكو سيلفنوينين | سيكي سومري توم بيورك ريستو ميكولا | نيلونين                                                                | 18 يناير 2011 - |
| فرنسا                          | MasterChef France ماستر شيف فرانس                                 | كارول روسو (الموسم 1-3) | | تي أف 1                                                                | 19 أغسطس 2010 - 4 نوفمبر 2010 (الموسم 1) 18 أغسطس 2011 - 3 نوفمبر 2011 (الموسم 2) 23 أغسطس 2012 - 8 نوفمبر 2012 (الموسم 3) 20 سبتمبر 2013 - 20 ديسمبر 2013 (الموسم 4) 18 سبتمبر 2015 - (الموسم 5)                                                                               |
| ألمانيا                        | Deutschlands MeisterKoch دويتشلاندس مايستر كوخ                    | تيم راوي توماس ياومان نيلسون مولر | تيم راوي توماس ياومان نيلسون مولر | سات.1                                                                  | 27 أغسطس 2010 - 16 أكتوبر 2010 |
| اليونان                        | MasterChef Greece ماستر شيف غريس                                  | يوجينيا مانويلدو (الموسم 1) ماريا سيناتسكي (الموسم 2) | يانيس لوكاكوس ليفتريس لازارو ديمتريس سكارموتسوس | قناة ميغا                                                              | 3 أكتوبر - 28 ديسمبر 2010 (الموسم 1) 24 ديسمبر 2012 - 2013 (الموسم 2) |
| المجر                          | Mesterszakács ماستر شيف                                           | — | جياني أنوني بيرو لايوس | فياسات 3                                                               | 26 أكتوبر 2009 - |
| آيسلندا                        | MasterChef Ísland ماستر شيف آيسلاند                               | لم يعلن | أولافور اورن أولافسون فريوريكا هجورديس إيبور رانارسون | ستو 2                                                                  | نوفمبر 2012 |
| الهند                          | MasterChef India ماستر شيف الهند                                  | أكشاي كومار (حكم أيضًا) فيكاس خانا (حكم أيضًا في موسم2) | سانجيف كابور كونال كابور | ستار بلس                                                               | 16 أكتوبر - 25 ديسمبر 2010 (الموسم 1) |
| الهند                          | Zaykebazon Ka Safar (ليست مسابقة)                                 | فيكاس خانا أجاي شوبرا كونال كابور | — | ستار بلس                                                               | 22 أكتوبر 2011 - 1 يناير 2012 (الموسم 2) |
| الهند                          | Masterchef Kitchen Ke Superstar ماستر شيف كي سوبرستار             | فيكاس خانا أجاي شوبرا كونال كابور | فيكاس خانا أجاي شوبرا كونال كابور | ستار بلس                                                               | 11 مارس 2013 - |
| إندونيسيا                      | MasterChef Indonesia ماستر شيف إندونيسيا                          | رينرين مارينكا (2011-2013) ديجان سيبتواجي (2012-2013) أرنولد بويرنومو (2013-) فيندكس تينجيكر (2011) جونا روريمباندي (2011-2012) ماتيو جويرنوني (2011-2012) | رينرين مارينكا (2011-2013) ديجان سيبتواجي (2012-2013) أرنولد بويرنومو (2013-) فيندكس تينجيكر (2011) جونا روريمباندي (2011-2012) ماتيو جويرنوني (2011-2012) | آر سي تي آي                                                            | 1 مايو – 21 أغسطس 2011 (الموسم 1) 8 يوليو - 28 أكتوبر 2012 (الموسم 2) 4 أكتوبر - 13 ديسمبر 2013 (الموسم 3) |
| جمهورية أيرلندا                | MasterChef Ireland ماستر شيف إيرلند                               | لورين بيلكنتون (تعليق) | ديلان ماكغراث نيك منير | آر تي إي تو                                                            | 8 سبتمبر - 13 أكتوبر 2011 (الموسم 1) 4 أكتوبر - 13 ديسمبر 2012 (الموسم 2) |
| جمهورية أيرلندا                | Celebrity MasterChef Ireland سيلبريتي ماستر شيف آيرلند            | لورين بيلكنتون (تعليق) | ديلان ماكغراث نيك منير | آر تي إي ون                                                            | 14 يوليو 2013 - 18 أغسطس 2013 |
| إسرائيل                        | מאסטר שף ماستر شيف إسرائيل                                        | حاييم كوهين إيال شاني مايكل انسكي يوناتان روشفيلد (الموسم 2-للآن) رافي ادر (المسوم 1)                                                                      | حاييم كوهين إيال شاني مايكل انسكي يوناتان روشفيلد (الموسم 2-للآن) رافي ادر (المسوم 1)                                                                      | القناة الثانية الإسرائيلية                                             | 14 أكتوبر 2010 - |
| إسرائيل                        | מאסטר שף ילדים ماستر شيف الأطفال إسرائيل                          | حاييم كوهين إيال شاني مايكل انسكي يوناتان روشفيلد | حاييم كوهين إيال شاني مايكل انسكي يوناتان روشفيلد | القناة الثانية الإسرائيلية                                             | 22 أبريل 2012 - 28 مايو 2012 |
| إسرائيل                        | VIP מאסטר שף ماستر شيف المهمين                                    | حاييم كوهين إيال شاني مايكل انسكي يوناتان روشفيلد | حاييم كوهين إيال شاني مايكل انسكي يوناتان روشفيلد | القناة الثانية الإسرائيلية                                             | 1 فبراير 2015 - 29 مارس 2015 |
| إيطاليا                        | MasterChef Italia ماستر شيف إيتالي                                | برونو باربييري جو باستيانيش كارلو كراكو أنتونينو كانافاسيولو                                                                                               | برونو باربييري جو باستيانيش كارلو كراكو أنتونينو كانافاسيولو                                                                                               | سيلو                                                                   | 21 ديسمبر 2011 - 7 ديسمبر 2011 (الموسم 1) 13 ديسمبر 2012 - 21 فبراير 2013 (الموسم 2) 19 ديسمبر 2013 - 6 مارس 2014 (الموسم الثالث) 18 ديسمبر 2014 (الموسم 4) |
| إيطاليا                        | MasterChef Italia ماستر شيف إيتالي                                | برونو باربييري جو باستيانيش كارلو كراكو أنتونينو كانافاسيولو                                                                                               | برونو باربييري جو باستيانيش كارلو كراكو أنتونينو كانافاسيولو                                                                                               | سيلو (2011) سكاي أونو (2012)                                           | 13 ديسمبر 2012 |
| ماليزيا                        | MasterChef Malaysia ماستر شيف ماليزيا                             | محمد جوهري إدروس محمد نادزري رضموان زبير مد زين يحيى حسن بريا منون                                                                                         | محمد جوهري إدروس محمد نادزري رضموان(2011) زبير مد زين أدو عمران حسن                                                                                        | أسترو ريا(2011-للآن) مستيكة إتش دي (2012-2013) مايا إتش دي (2013-الآن) | 22 أكتوبر 2011 - |
| ماليزيا                        | MasterChef Selebriti Malaysia ماستر شيف ماليزيا المشاهير          | محمد جوهري إدروس زبير مد زين أدو عمران حسن | محمد جوهري إدروس زبير مد زين أدو عمران حسن | أسترو ريا(2011-للآن) مستيكة إتش دي (2012-2013) مايا إتش دي (2013-الآن) | 26 مايو 2012 - |
| ماليزيا                        | MasterChef Malaysia All-Stars ماستر شيف ماليزيا كل النجوم         | محمد جوهري إدروس زبير مد زين أدو عمران حسن | محمد جوهري إدروس زبير مد زين أدو عمران حسن | أسترو ريا(2011-للآن) مستيكة إتش دي (2012-2013) مايا إتش دي (2013-الآن) | 23 نوفمبر 2013 |
| المغرب                         | ماستر شيف المغرب                                                  | مريم الطاهري خديجة بن سديرة موحا الفضيل | مريم الطاهري خديجة بن سديرة موحا الفضيل | دوزيم                                                                  | 7 أكتوبر 2014 - 24 ديسمبر 2014 (الموسم 1) 13 أكتوبر 2015 - (الموسم 2) |
| هولندا                         | MasterChef ماستر شيف                                              | رينات فيربان (2010) | هانز فان وولدي (2010) ألان كارون بيتر لوت جوليوس جاسبيرز (2014-)                                                                                           | نت 5                                                                   | 26 سبتمبر 2010 - |
| نيوزيلندا                      | MasterChef New Zealand ماستر شيف نيوزيلاند                        | — | راي ماكفيني جوش إيمات (الموسم 2-للآن) سيمون جولت روز بوردن (الموسم 1)                                                                                      | تي في ون تي في 3                                                       | 3 فبراير 2010 - 28 أبريل 2010 (الموسم 1) 20 فبراير 2011 - 15 مايو 2011 (الموسم 2) 21 فبراير 2012 - 12 يونيو 2012 (الموسم 3) 21 فبراير 2013 - 2 يونيو 2013 (الموسم 4) 2 فبراير 2014 - 4 مايو 2014 (الموسم 5) لم يتم الإعلان عنه (الموسم 6)                                       |
| باكستان                        | ماسٹر شیف پاکستان                                                 | زاكر قريشي محبوب خان كرام اوان | زاكر قريشي محبوب خان كرام اوان | اردو1                                                                  | 13 مايو 2014 - 27 يوليو 2014 |
| بيرو                           | MasterChef Perú ماستر شيف بيرو                                    | غوستون أكوريو | استريد غوتشا ميتسوهارو تسمورا ريناتو بيرالتا | أميركا تيلفيجن                                                         | 28 أغسطس - 11 ديسمبر 2011 |
| الفلبين                        | MasterChef Pinoy Edition ماستر شيف فلبين                          | جودي آن سانتوس | فيرن أركما رولاندو لوديكو جاي بي أنجلو | أي بي إس-سي بي إن                                                      | 12 نوفمبر 2012 - 9 فبراير 2013 |
| بولندا                         | MasterChef ماستر شيف                                              | ماجدلين غيسلر | ماجدلين غيسلر مايكل مارون آنا ستارمك | تي في إن                                                               | 2 سبتمبر 2012 - 25 نوفمبر 2012 (موسم 1) 1 سبتمبر 2013 - 1 ديسمبر 2013 (موسم 2) 7 سبتمبر 2014 - 7 سبتمبر 2014 (موسم 3) 6 سبتمبر 2015 - ديسمبر 2015 (موسم 4) |
| البرتغال                       | MasterChef ماستر شيف                                              | سيلفيا ألبيرتو | جوستا نوبري لجومبير ستانيسيتش كورديرو | آر تي بي 1                                                             | 9 يوليو 2011 - 17 أكتوبر 2011 |
| البرتغال                       | MasterChef Portugal ماستر شيف برتغال                              | تيريزا فرنانديز (تعليق) | مانويل لويس غوشا روي بولا ميغيل روشا فييرا | تي في آي                                                               | 8 مارس 2014 - 31 مايو 2014 (موسم 1) 28 فبراير 2015 - 6 يونيو 2015 (موسم 2) |
| رومانيا                        | MasterChef România ماستر شيف رومانيا                              | رازفان فودور | باتريسيا بالييري (2014-) أدريان هادين (2014-) فلورين سكريبكا (2014-) فلورين دوميترسكو (2012-2014) كاتالين سكارلاتيسكو (2012-2014) سورين بونتا (2012-2014)  | برو تي في                                                              | 20 مارس 2012 - 6 يونيو 2012 (موسم 1) 15 مارس 2013 - 28 مايو 2013 (موسم 2) 18 مارس 2013 - 10 يونيو 2014 (موسم 3) 14 سبتمبر 2014 - (موسم 4) |
| رومانيا                        | Celebrity MasterChef ماستر شيف المشاهير                           | رازفان فودور | باتريسيا بالييري (2014-) أدريان هادين (2014-) فلورين سكريبكا (2014-) فلورين دوميترسكو (2012-2014) كاتالين سكارلاتيسكو (2012-2014) سورين بونتا (2012-2014)  | برو تي في                                                              | 8 أكتوبر 2014 - 24 ديسمبر 2014 |
| روسيا                          | МастерШеф ماستر شيف                                               | اركادي نوفيكوف ميركو ديزاغو الكسندر سوركين | اركادي نوفيكوف ميركو ديزاغو الكسندر سوركين | إس تي إس                                                               | 2013 |
| السعودية                       | ماستر شيف العرب                                                   | حافظ كوهجي بدر فايز ياسر جاد | حافظ كوهجي بدر فايز ياسر جاد | القناة السعودية الأولى                                                 | 17 فبراير 2014 - 5 مايو 2014 (موسم 1) |
| سلوفاكيا                       | Masterchef Slovensko ماستر شيف سلوفاكيا                           | دانييل بيستوفا | مارتن كوربليك جيري ستيفت راديك سبرت | ماركيزة                                                                | 26 أغسطس 2012 - |
| سلوفينيا                       | MasterChef Slovenija ماستر شيف سلوفينيا                           | — | — | بوب تي في                                                              | 1 إبريل 2015 - جارٍ |
| إسبانيا                        | MasterChef ماستر شيف                                              | إيفا غونزاليس | بيبي رودريجيز جوردي كروز سامانثا فاييخو-ناغيرا | لا 1                                                                   | 10 أبريل 2013 - 2 يوليو 2013 (موسم 1) 9 أبريل 2014 - 23 يوليو 2014 (موسم 2) 7 أبريل 2015 - 30 يونيو 2015 (موسم 3) |
| جنوب إفريقيا                   | Masterchef South Africa ماستر شيف جنوب أفريقيا                    | بيت غوف وود أندرو أتكينسون بيني ماسكومينغ | بيت غوف وود أندرو أتكينسون بيني ماسكومينغ | إم-نت                                                                  | 20 مارس 2012 - |
| كوريا الجنوبية                 | MasterChef Korea ماستر شيف كوريا                                  | كانغ لو (موسم 1-) كيم سو هي (موسم 1-2) نوه هي يونغ (موسم 1-) كيم هوني (موسم 3-)                                                                            | كانغ لو (موسم 1-) كيم سو هي (موسم 1-2) نوه هي يونغ (موسم 1-) كيم هوني (موسم 3-)                                                                            | أوو لايف                                                               | 27 أبريل 2012 - 20 يوليو 2012 (موسم 1) مايو 2013 (موسم 2) أبريل 2014 (موسم 3) |
| السويد                         | Sveriges mästerkock سواريس ماستركوك                               | — | ليف منشتروم ماركوس أيولي بير موربير (2011-2013) أندرس دلبوم (2014) ميشا بيلنغ (2015)                                                                       | تي في 4                                                                | 12 يناير 2011- |
| تركيا                          | MasterChef Türkiye ماستر شيف تركي                                 | فورال أوزكاندان | باتهوان زينوغل بياتي مراد بوزوك إيرول كاينار | شو تي في                                                               | ربيع 2010 |
| أوكرانيا                       | МастерШеф ماستر شيف                                               | هيكتور جيمينيز برافو (1-4) ميكولا تشينكو (1-4) أنفيسا شيهوفا (1) جين بادوافا (2) تاتيانا لوفينوفا (3-4)                                                    | هيكتور جيمينيز برافو (1-4) ميكولا تشينكو (1-4) أنفيسا شيهوفا (1) جين بادوافا (2) تاتيانا لوفينوفا (3-4)                                                    | إس تي بي                                                               | 31 أغسطس 2011 - |
| المملكة المتحدة · (بلد المنشأ) | MasterChef ماستر شيف (سميّ MasterChef Goes Large من 2005 إلى 2007) | إنديا فيشر (تعليق) | السلسلة الأصلية: لويد غروسمان (سلسلة 1-10) غاري رودس (سلسلة 11) السلسلة المعاد إحياؤها: غريغ والس جون تورود                                                | بي بي سي وان (1990-2000، 2009-) بي بي سي تو (2001، 2005-2008)          | السلسلة الأصلية: 2 يوليو 1990 - 3 يوليو 2001) (سلسلة 1-11) السلسلة العاد إحياؤها: 21 فبراير 2005 - |
| المملكة المتحدة · (بلد المنشأ) | Celebrity MasterChef ماستر شيف المشاهير                           | إنديا فيشر (تعليق) | غريغ والس جون تورود | بي بي سي ون (2006-2011، 2013-) بي بي سي تو (2012)                      | 11 سبتمبر 2006 - |
| الولايات المتحدة               | MasterChef USA ماستر شيف يو إس أي                                 | غاري رودس | ضيفان مختلفين من المشاهير يحكمون في كل تحدي | بوبليك برودكاستنغ سيرفيس                                               | 1 أبريل - 24 يونيو 2000 (موسم 1) 7 أبريل - 30 يونيو 2001 (موسم 2) |
| الولايات المتحدة               | MasterChef ماستر شيف                                              | جوردون رامزي | جوردون رامزي غراهام إليوت جو باستيانيش (موسم 1-5) كريستينا توسي (موسم 6)                                                                                   | شبكة فوكس التلفزيونية                                                  | 27 يوليو 2010 - 15 سبتمبر 2010 (موسم 1) 6 يونيو 2011 - 16 أغسطس 2011 (موسم 2) 4 يونيو 2012 - 10 سبتمبر 2012 (موسم 3) 22 مايو 2013 - 11 سبتمبر 2013 (موسم 4) 26 مايو 2014 - 15 سبتمبر 2014 (موسم 5)                                                                              |
| الولايات المتحدة               | MasterChef Junior ماستر شيف جونيور                                | جوردون رامزي | جوردون رامزي غراهام إليوت جو باستيانيش (موسم 1-3) كريستينا توسي (موسم 4)                                                                                   | شبكة فوكس التلفزيونية                                                  | 27 سبتمبر 2013 - 8 نوفمبر 2013 (موسم 1) 4 نوفمبر 2014 - 16 ديسمبر 2014 (موسم 2) 6 يناير 2015 - 25 فبراير 2015 (موسم 3) |
| فيتنام                         | Vua đầu bếp: MasterChef Vietnam ماستر شيف فيتنام                  | هوانغ خاي فان تن تينه هاي فام توان هاي | هوانغ خاي فان تن تينه هاي فام توان هاي | التلفزيون الفيتنامي                                                    | 8 مارس 2013 - 19 يوليو 2014 (موسم 1) 19 يوليو 2014 (موسم 2) |
| الجزائر                        | Masterchef Algeria ماستر شاف الجزائر                              | طيب قاسي عبد الله | رابح اوراد ملاك العبيدي ياسمينة سلام | الشروق تي في                                                           | 5 نوفمبر 2016 (موسم 1) |